# Дембіна (Підляське воєводство)
Дембіна (пол. Dębina) — село в Польщі, у гміні Крипно Монецького повіту Підляського воєводства.
Населення — 59 осіб (2011).
У 1975-1998 роках село належало до Білостоцького воєводства.

## Демографія
Демографічна структура станом на 31 березня 2011 року:
|          | Загалом | Допрацездатний вік | Працездатний вік | Постпрацездатний вік |
| -------- | ------- | ------------------ | ---------------- | -------------------- |
| Чоловіки | 27      | 6                  | 17               | 4                    |
| Жінки    | 32      | 6                  | 19               | 7                    |
| Разом    | 59      | 12                 | 36               | 11                   |